# Brotes de bambú

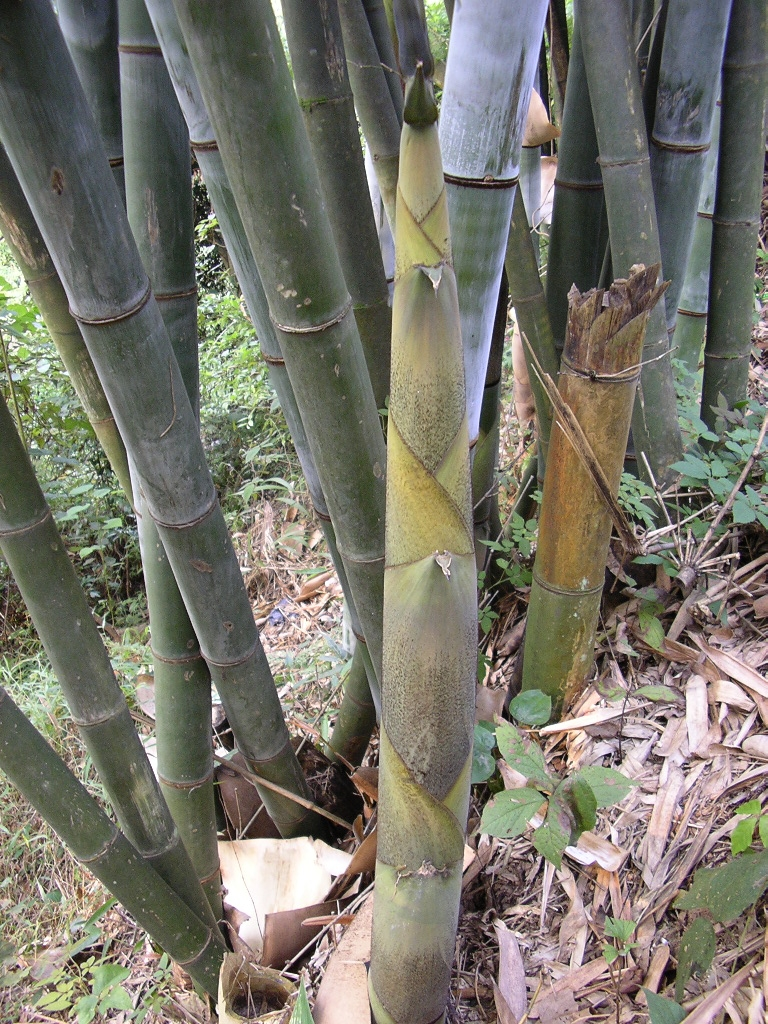
Bambú.

Los brotes de bambú (chino simplificado: 竹笋; tradicional: 竹筍; pinyin: zhú sǔn o simplemente sǔn, también llamado labóng en el español filipino), se trata de un conjunto de brotes comestibles provenientes de las partes más nuevas de las especies de plantas sinónimas denominadas bambú: Bambusa vulgaris y Phyllostachys edulis.

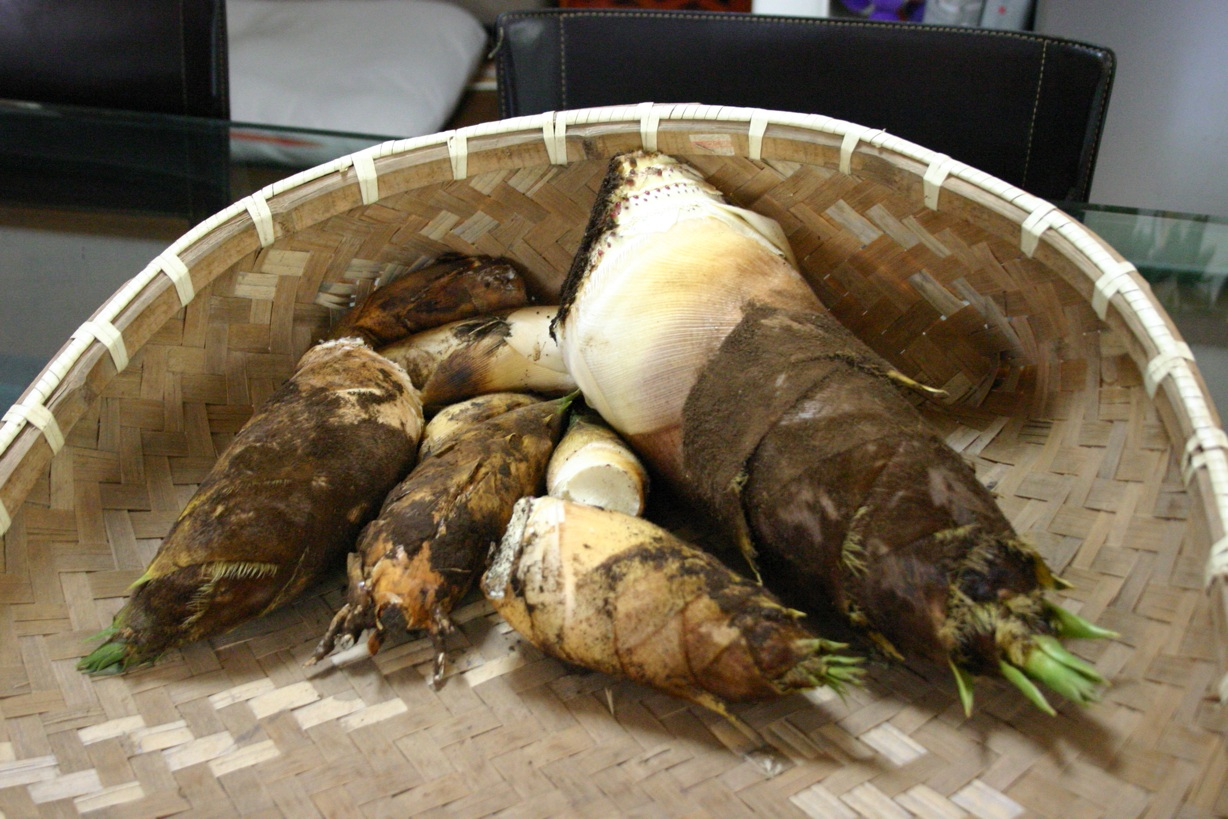
Brotes de bambú en una cesta.

Los brotes se emplean como ingrediente en muchas cocinas asiáticas formando parte de diversos platos y caldos, se pueden adquirir en supermercados en formato de rodajas, tanto frescos como en conserva, "boiled bamboo shoots" . Todos los bambúes del género Phyllostachys son comestibles.

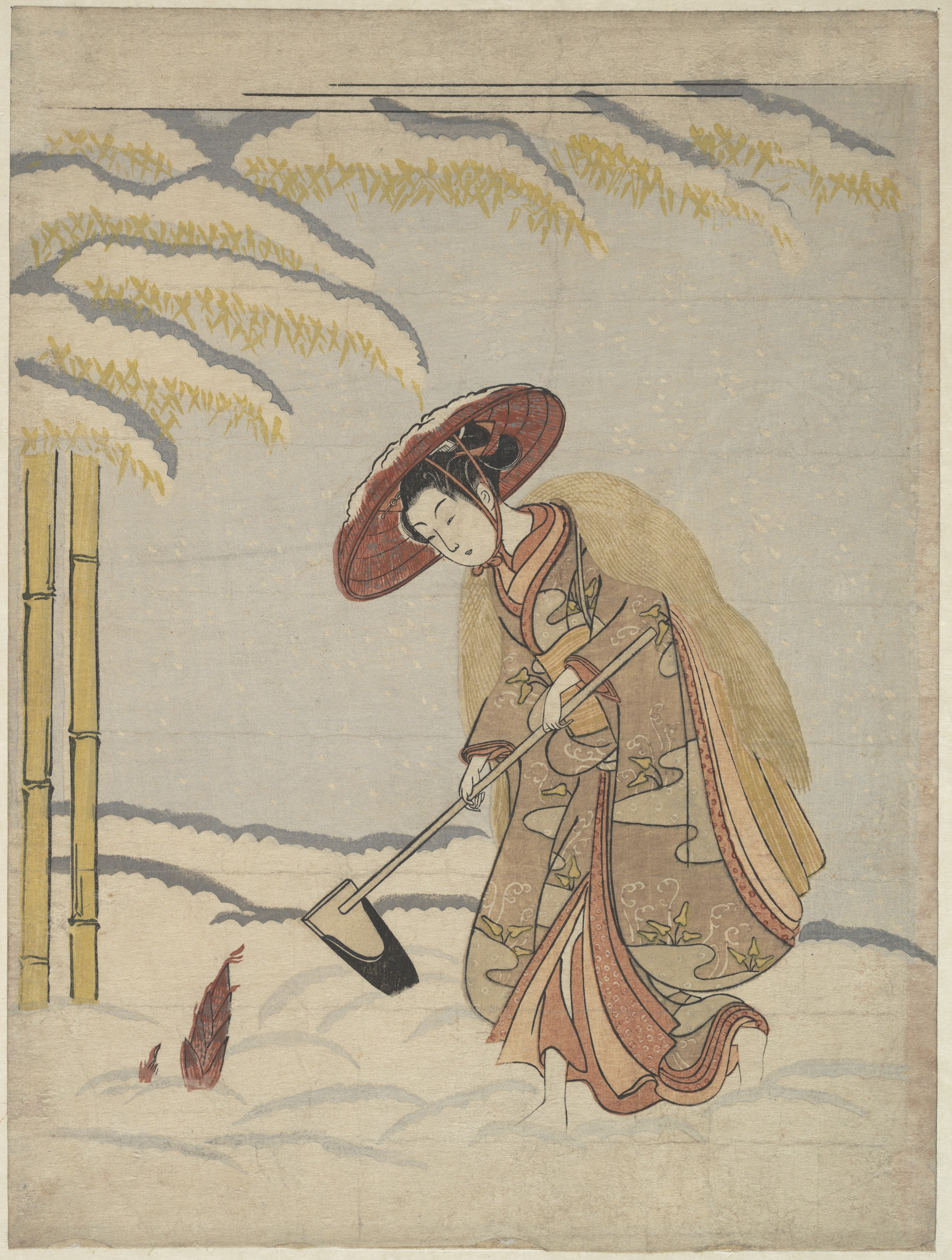
Brotes de bambú (竹の子, takenoko), grabado de Suzuki Harunobu, 1765.

Nombre en japonés: 竹の子, takenoko.